# Баренцево-Беломорский бассейновый округ

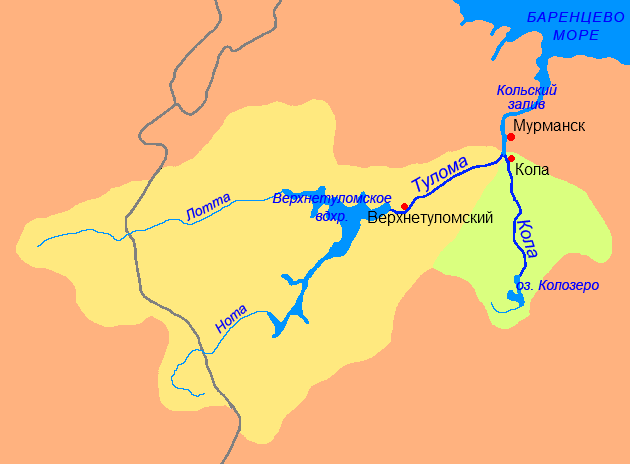
Бассейн рек Тулома и Кола

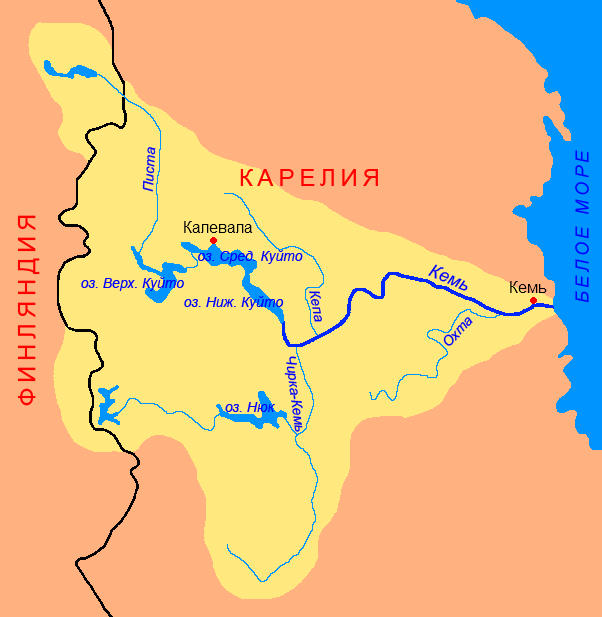
Бассейн реки Кемь

Баренцево-Беломорский бассейновый округ — один из 21 бассейновых округов России (согласно ст.28 Водного Кодекса).
Появился в 2006 году с целью выделения особой области использования и охраны водных объектов (речных бассейнов и связанных с ними подземных водных объектов рек Кольского полуострова и Карелии, впадающих в Белое море.
Цифровой код — 02.
- 02 — Баренцево-Беломорский бассейновый округ

- 02.01 — Бассейны рек Кольского полуострова, впад. в Баренцево море
  - 02.01.00 — Бассейны рек Кольского полуострова, впадающих в Баренцево море (российская часть бассейнов)
    - 02.01.00.001 — Реки бассейна Баренцева моря от р. Патсо-Йоки (граница РФ с Норвегией) до западной границы бассейна р. Печенга
    - 02.01.00.002 — Печенга
    - 02.01.00.003 — Тулома от истока до Верхнетуломского г/у, вкл. Нот-озеро
    - 02.01.00.004 — Тулома от Верхнетуломского г/у до устья
    - 02.01.00.005 — Кола, вкл. оз. Кол-озеро
    - 02.01.00.006 — Реки бассейна Баренцева моря от восточной границы р. Печенга до западной границы бассейна р. Воронья без: рр. Тулома и Кола
    - 02.01.00.007 — Воронья от истока до г/у Серебрянское 1, вкл. оз. Ловозеро
    - 02.01.00.008 — Воронья от г/у Серебрянское 1 до устья
    - 02.01.00.009 — Реки бассейна Баренцева моря от восточной границы бассейна р. Воронья до западной границы бассейна р. Иоканга (мыс Святой Нос)

- - 02.02.00. — Бассейны рек Кольского полуострова и Карелии, впадающих в Белое море (российская часть бассейнов)
    - 02.02.00.001 — Поной
    - 02.02.00.002 — Реки бассейна Белого моря от западной границы бассейна р. Иоканга (мыс Святой Нос) до восточной границы бассейна р. Нива без р. Поной
    - 02.02.00.003 — Нива вкл. оз. Имандра
    - 02.02.00.004 — Ковда от истока до Кумского г/у, вкл. оз. Пя-озеро, Топ-озеро
    - 02.02.00.005 — Ковда от Кумского г/у до Иовского г/у
    - 02.02.00.006 — Ковда от Иовского г/у до устья
    - 02.02.00.007 — Реки бассейна Белого моря от западной границы бассейна р. Нива до северной границы бассейна р. Кемь без р. Ковда
    - 02.02.00.008 — Кемь от истока до Юшкозерского г/у, вкл. оз. Верхнее, Среднее и Нижнее Куйто
    - 02.02.00.009 — Кемь от Юшкозерского г/у до Кривопорожского г/у
    - 02.02.00.010 — Кемь от Кривопорожского г/у до устья
    - 02.02.00.011 — Сегежа до Сегозерского г/у, вкл. оз. Сег-озеро
    - 02.02.00.012 — Бассейн оз. Выг-озеро до Выгозерского г/у без р. Сегежа до Сегозерского г/у
    - 02.02.00.013 — Нижний Выг от Выгозерского г/у до устья
    - 02.02.00.014 — Реки бассейна Онежской губы от южной границы бассейна р. Кемь до западной границы бассейна р. Унежма без р. Нижний Выг
    - 02.02.00.200 — Тенниё-йоки